# Грамада (град)
Грамада (буг. Грамада) је град на северозападу Бугарске и седиште истоимене општине Грамада у оквиру Видинске области.
Према резултатима пописа из 2021. Грамада је имала 1.013 становника (према попису из 2011. је имала 1.454 становника) што је 30,33% мање у односу на попис из 2011. године.
Грамада се налази у централном делу Видинске области и лежи на Грамадској реци. Од Видина је удаљена 30 километара, а од Софије 200 километара.